# Łojdy
Łojdy (deutsch Loyden) ist ein Ort in der polnischen Woiwodschaft Ermland-Masuren. Er gehört zur Gmina Bartoszyce (Landgemeinde Bartenstein) im Powiat Bartoszycki (Kreis Bartenstein (Ostpr.)).

## Geographische Lage
Łojdy liegt in der nördlichen Mitte der Woiwodschaft Ermland-Masuren, 24 Kilometer südwestlich der früheren und heute auf russischem Hoheitsgebiet gelegenen Kreisstadt Friedland (russisch Prawdinsk) bzw. drei Kilometer nordwestlich der heutigen Kreismetropole Bartoszyce (deutsch Bartenstein).

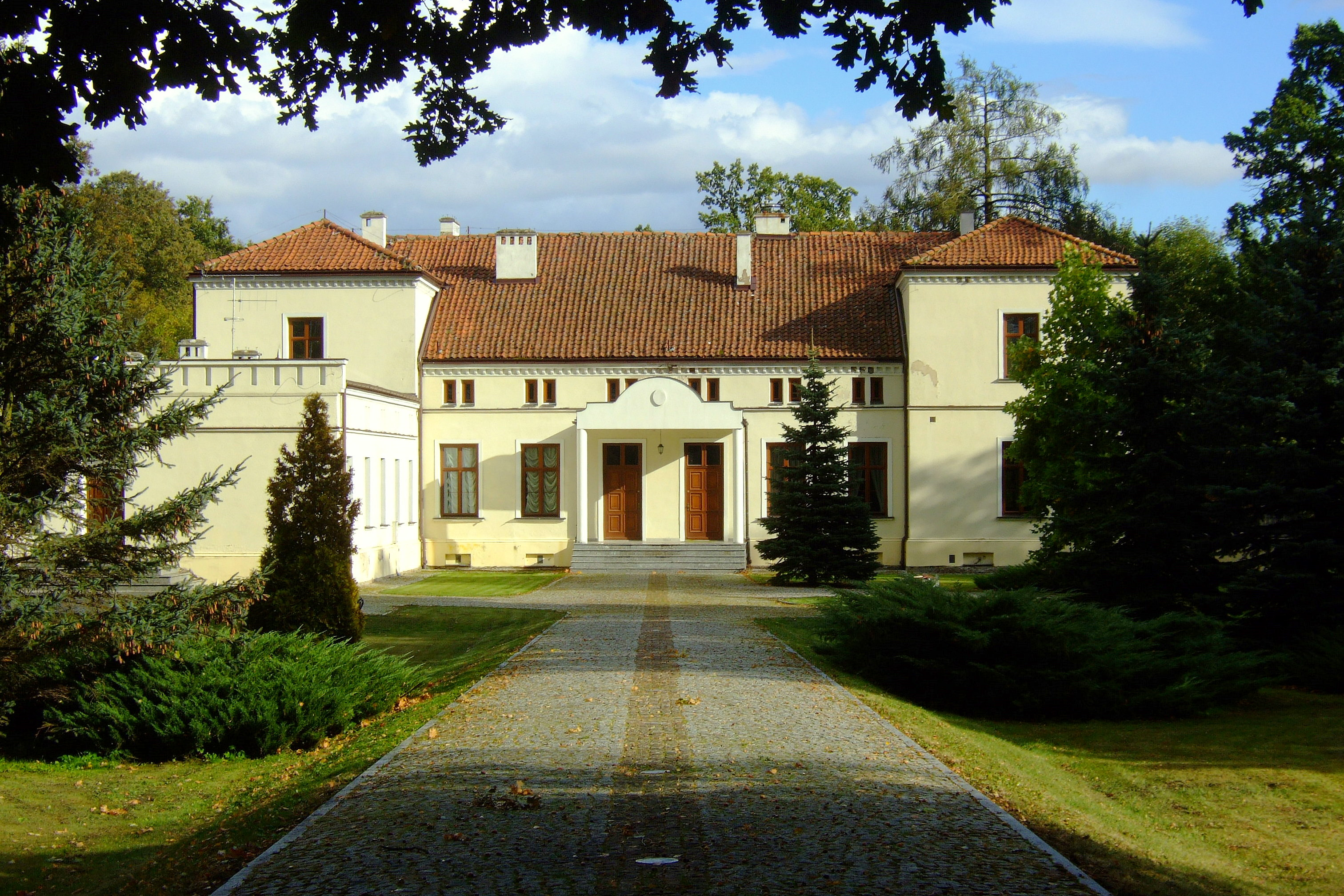
Das ehemalige Loydener Gutshaus („Schloss Negenborn“) von 1877 in Łojdy

## Geschichte
Erstmals erwähnt wurde Layde (nach 1342 Logden, nach 1785 Loyden genannt) im Jahre 1340. Ritter von Loyden war seit 1417 der erste Besitzer des sehr großen Guts und vermachte den nachfolgenden Generationen nicht nur den Morgenstern als ordenszeitliches Wappen, sondern auch den Namen des Ortes. 1584 wurde Caspar von Aulack als Gutsbesitzer genannt. Im 17. Jahrhundert lebte hier der Königsberger Professor Cölestin Mysleta (polnisch Celestin Myślęta). Zwischen 1861 und 1945 bewirtschaftete die Familie Negenborn den Betrieb und ließ das alte Gutshaus 1877 durch einen streng symmetrischen Bau mit spätklassizistischen Formen – „Schloss Negenborn“ – ersetzen.
Von 1874 bis 1929 war Loyden in den Amtsbezirk Markienen (polnisch Markiny) im ostpreußischen Kreis Friedland (ab 1927: Kreis Bartenstein) eingegliedert. Im Jahre 1910 waren im Gutsbezirk Loyden 232 Einwohner registriert.

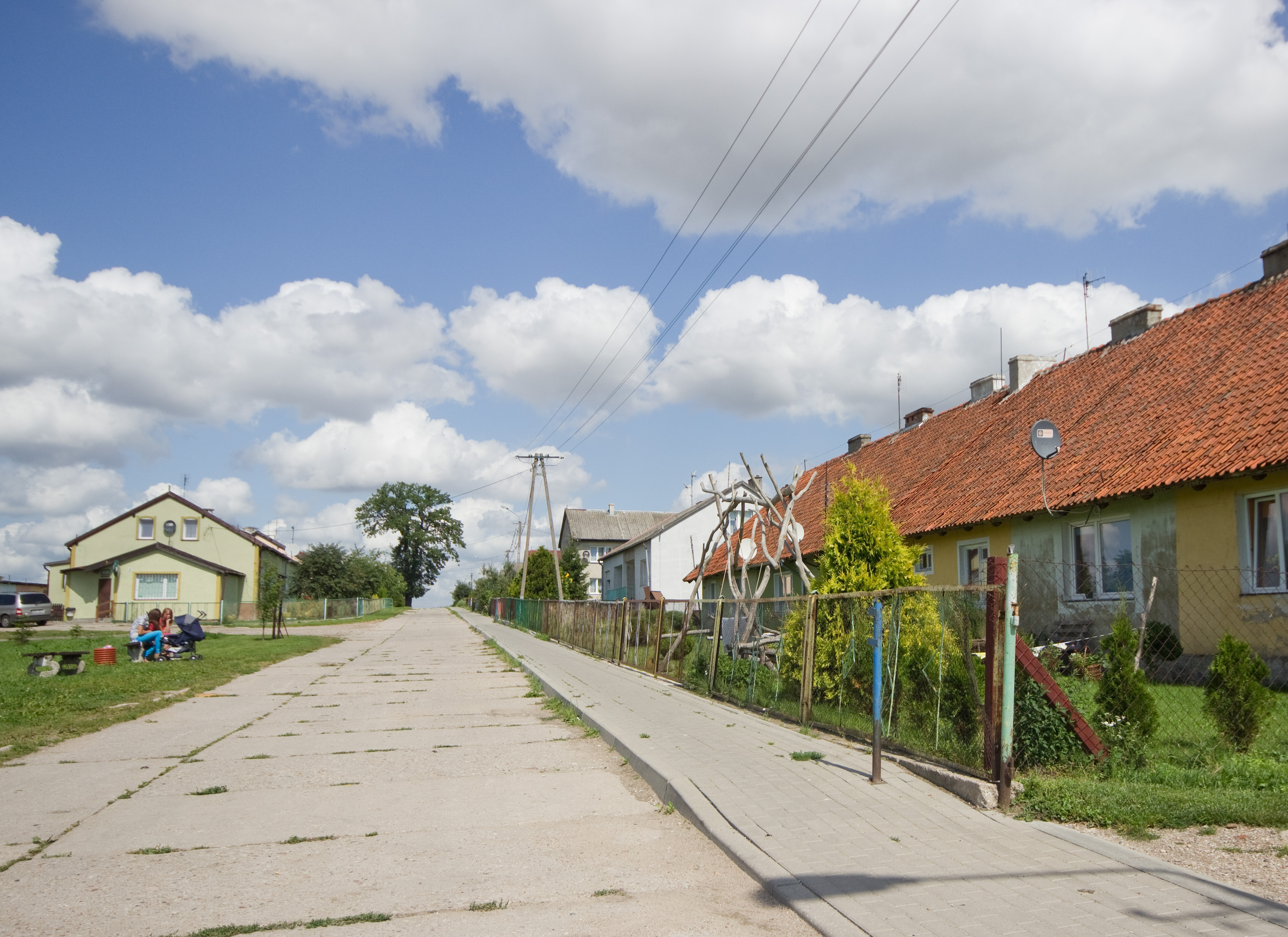
Dorfstraße in Lojdy

Am 1. November 1928 wurde der Gutsbezirk Loyden offiziell in eine Landgemeinde umgewandelt. Als 1929 der Amtsbezirk Markienen aufgelöst wurde, kam Loyden zum Amtsbezirk Liekeim (polnisch Nalikajmy). Die Einwohnerzahl des Ortes belief sich im Jahre 1933 auf 193.
Am 1. Januar 1937 wurde die Landgemeinde Loyden vom Amtsbezirk Liekeim in den Amtsbezirk Spittehnen (polnisch Spytajny) umgegliedert. Im Jahr 1939 zählte Loyden 205 Einwohner.
In Kriegsfolge wurde 1945 das gesamte südliche Ostpreußen an Polen abgetreten. Loyden erhielt die polnische Namensform „Łojdy“ und ist heute eine Siedlung (polnisch: Osada) innerhalb der Landgemeinde Bartoszyce (Bartenstein) im Powiat Bartoszycki (Kreis Bartenstein (Ostpr.)), von 1975 bis 1998 der Woiwodschaft Olsztyn, seither der Woiwodschaft Ermland-Masuren zugehörig.

## Kirche

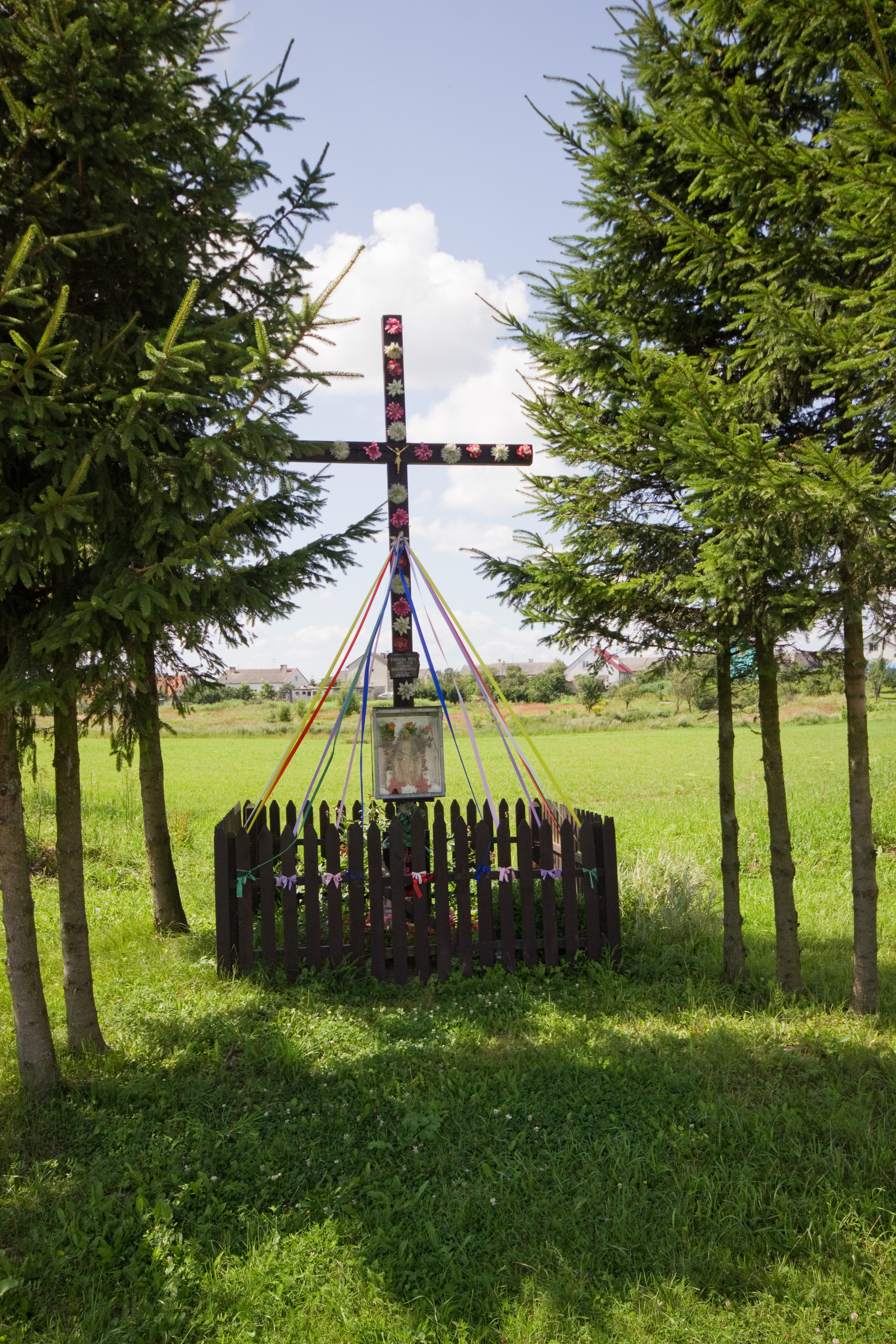
Wegekreuz

Kirchlich gehörte Loyden vor 1945 zur Stadt Bartenstein: zur evangelischen Johanniskirche in der Kirchenprovinz Ostpreußen der Evangelischen Kirche der Altpreußischen Union und zur römisch-katholischen Kirche St. Bruno im damaligen Bistum Ermland.
Der kirchliche Bezug zur Kreisstadt besteht auch heute katholischer- wie auch evangelischerseits, wobei die Stadt nun zum Erzbistum Ermland bzw. zur Pfarrei St. Johannes in Kętrzyn (Rastenburg) der Diözese Masuren in der Evangelisch-Augsburgischen Kirche in Polen gehört.

## Verkehr
Łojdy liegt an der Straße, die die Landesstraße DK 51 (die frühere Reichsstraße R 128) nördlich von Bartoszyce mit der Woiwodschaftsstraße 512 bei Spytajny (Spittehnen) verbindet. Auch von Markiny (Markienen) führt eine Straße nach Łojdy.
Eine Anbindung an den Bahnverkehr besteht für Łojdy nicht mehr, seit die Bahnstation der Stadt Bartoszyce nicht mehr betrieben wird. Die frühere von Königsberg (Preußen) sogar bis nach Brest befahrene Reichsbahnstrecke bzw. die polnische Staatsbahnlinie von Białystok nach Głomno endet seit mehreren Jahren bereits in Korsze (Korschen).